# Festival Retz

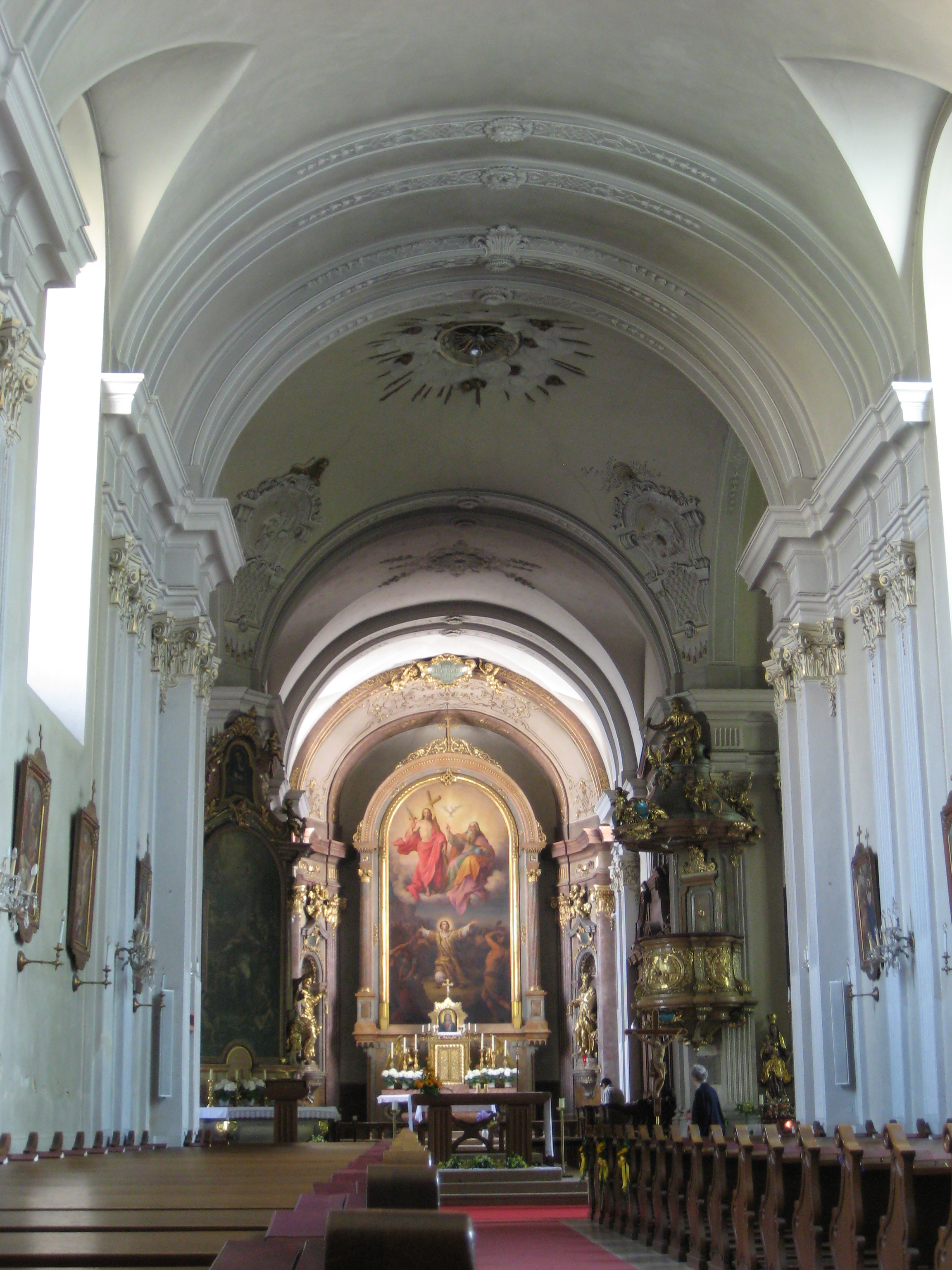
Die Stadtpfarrkirche St. Stephan, alljährlich Spiel-stätte der Kirchenoper

Das Festival Retz besteht seit 2005. Es zeigt alljährlich eine Kirchenoper sowie eine Reihe von Konzerten und Lesungen. Intendant (seit 2023) ist Christian Baier, Chefdirigent (seit 2025) ist Luca De Marchi.

## Programm
Der Schriftsteller Peter Turrini gilt als Ideengeber des Festivals. Zur Eröffnung im Gründungsjahr 2005 lasen der damalige Bundespräsident Heinz Fischer und der vormalige tschechische Präsident Václav Havel aus Werken von Havel.
Als Spielstätte der Oper dient die Stadtpfarrkirche Retz. Bis 2009 erfolgten die szenischen Aufführungen in der Dominikanerkirche. Konzerte und Lesungen finden an verschiedenen Orten statt, darunter das Museum Retz, das Schloss Schrattenthal, der Althof Retz und der Schüttkasten gleich neben der Stadtpfarrkirche. Das Festival findet jeweils im Juli statt.

### Szenische Opernaufführungen
- 2005 Komödie auf der Brücke von Bohuslav Martinu
- 2006 Curlew River von Benjamin Britten
- 2007 Jeremias von Petr Eben
- 2008 La Passione di Nostro Signore Gesu Cristo (Der Menschensohn) von Josef Mysliveček[2]
- 2009 Die eherne Schlange von Jan Dismas Zelenka
- 2010 Dido and Aeneas von Henry Purcell[3]
- 2011 The Burning Fiery Furnace (Die Jünglinge im Feuerofen) von Benjamin Britten
- 2012 Orpheus von Georg Philipp Telemann[4]
- 2013 The Prodigal Son (Der verlorene Sohn) von Benjamin Britten[5]
- 2014 Juditha triumphans von Antonio Vivaldi[6]
- 2015 Curlew River von Benjamin Britten
- 2016 Jephtha von Georg Friedrich Händel
- 2017 Judas von Christoph Ehrenfellner (UA)[7]
- 2018 I Pellegrini al Sepolcro di Nostro Signore (Die Pilger) von Johann Adolph Hasse[8]
- 2019 Maria Magdalena von Wolfram Wagner (Auftragswerk)[9]
- 2020 Reduziertes Programm ohne Oper
- 2021 Kein Festival
- 2022 und 2023 Elias von Felix Mendelssohn Bartholdy
- 2024 La morte di Abele (Kain und Abel) von Leonardo Leo[10]
- 2025 La Decollazione di San Giovanni Battista (Salome) von Antonio Bononcini[11]

### Instrumente
Im Retzer Stadtmuseum befindet sich der historische Liszt-Flügel. Er kommt fallweise während des Festivals zum Einsatz.
Im Jahre 2025 wurde auch das neue Cembalo der Stadt Retz – ein originalgetreuer Nachbau eines barocken Instruments – mit einem Konzert der italienischen Cembalistin Elisabetta Guglielmin vorgestellt. Die Künstlerin trat gemeinsam mit dem Ensemble Aimart Antico aus Rom auf, beide fühlen sich der historischen Aufführungspraxis verpflichtet.

### Offene Grenzen
Retz liegt unweit der tschechisch-österreichischen Grenze. Das Motto „Offene Grenzen“ steht über zahlreichen Projekten des Festivals. Im Jahre 2025 gab es beispielsweise ein Konzert auf der Thayabrücke in Hardegg mit der steirischen Volksmusikgruppe Aniada a Noar, ein Kellergassen-Konzert mit dem Duo Zogt, eine grenzüberschreitende Orgeltour und eine Wanderung zum Heiligen Stein mit Zymbalmusik des Ensembles Antonin Stehlík.
Es besteht auch enge Zusammenarbeit mit dem Festival von Znojmo, 16 Kilometer entfernt.

## Auszeichnungen
- 2017 Bank Austria Kunstpreis Österreichs[13]
- 2025 Auszeichnung an die Stadt Retz für die Vielfalt der Kultur[14]
- 2025 Österreichischer Musiktheaterpreis (Nominierung als Beste österr. Erstaufführung)[15]